# Historický vývoj norštiny
Historický vývoj norštiny podává přehled o historii norského jazyka, který se vyvinul ze staré severštiny, jíž se hovořilo v severní Evropě v 1. tisíciletí. Vývoj jazyka ovlivnila nadvláda Dánska v Norsku, která vedla ke vzniku specifické jazykové situace – existenci dvou spisovných norských jazyků.
Historie norštiny se obvykle člení do těchto období:
- stará norština 700–1350
- střední norština 1350–1525
- moderní norština 1525–souč.

## Od staré severštiny ke staré norštině
| Stav začátkem 10. století nářečí západní staré severštiny nářečí východní staré severštiny stará gotlandština stará angličtina krymská gótština ostatní germánské jazyky |

Norština se vyvinula ze staré severštiny (norrønt), kterou se hovořilo ve Skandinávii přibližně v letech 200–800. Nejstarší období je též nazýváno jako praseverské (urnordisk). V 9. století se stará severština začala rozlišovat na západní (Norsko, Island) a východní (Švédsko, Dánsko). Východní stará severština se od západní odlišila rozdílným vývojem dvojhlásek a samohlásek. Stará severština se v tomto období zapisovala runovým písmem. Latinka se do Norska dostala až v 11. století. V období trvající přibližně do roku 1350 se hovoří o staré norštině (gammalnorsk). Vikingové ze západního Norska od 9. století pronikali na Island a do dalších oblastí, kam rozšířili západoseverská nářečí. Stará islandština je v tomto období totožná se starou norštinou. Ta byla na rozdíl od současné norštiny flektivním jazykem, vyznačovala se systémem 4 pádů a rozlišovala osobu a číslo u sloves.

## Dánské období
Období mezi roky 1350 a 1525 se označuje jako středonorské (mellomnorsk). V té době došlo ke zjednodušení morfologie, norština nabyla charakter analytického jazyka. Od roku 1397 přešlo Norsko pod dánskou nadvládu. Hlavním jazykem Norska se stala příbuzná dánština, která postupně vytlačila norštinu ze všech oblastí úředního jednání. Ve městech vznikala nářečí, v nichž převažovala dánská slovní zásoba a morfologie a zároveň norská fonetika a syntax. Na venkově se mluvilo nářečími, která byla výsledkem vývoje staré norštiny. Zatímco v době evropské reformace byly v mnoha okolních zemích pořízeny překlady Bible, které sloužily jako standard národních jazyků, v Norsku byl používán překlad do dánštiny.

## Vytvoření spisovných norských jazyků
Dánština se používala až do krátkého osamostatnění a připojení Norska ke Švédsku roku 1814, kdy existovaly dvě formy jazyka – landsmål a riksmål (v té době se tak ještě nenazývaly). Landsmål tvořila skupina různých dialektů používaných především obyvateli ve vnitrozemí. Jonas Antom Hielm (1782–1848) roku 1831 zamýšlel, že by se z jednoho takového dialektu mohl vytvořit svébytný národní jazyk Norska, k tomu však nedošlo a oficiálním jazykem byl stále jazyk dánsko-norský, od roku 1890 nazývaný riksmål (říšský jazyk).
Henrik Wergeland (1808–1845) a jeho kolegové seskupení kolem časopisu Statsborgeren začali obměňovat slovní zásobu a pravopis. A Wergeland už v roce 1835 navrhoval, aby byla sjednocena výslovnost riksmålu v divadlech podle dialektu používaného v Kristiánii (dnešní Oslo), což se stalo, i když ne zcela podle tohoto konceptu, až roku 1852. Druhá skupina sjednocená kolem časopisu Vidar namítala, že by bylo vhodnější nerozvíjet riksmål, ale vrátit se ke staré norštině. Peter Andreas Munch (1810–1863) navrhoval přijmout za národní jazyk modernizovanou variantu staronorštiny. Knud Knudsen (1812–1895) rozvíjel podobně jako Wergeland riksmål.
Z landsmålu vytvořil nový jazyk až Ivar Aasen (1813–1886), jeho zásadní práce byly Det norske Folkesprogs Grammatikk (1848, Gramatika norského lidového jazyka) a Ordbog over det norske Folkesprog (1848, Slovník norského lidového jazyka). Na novonorštině pracoval od svých 22 let, procházel jednotlivé oblasti a nakonec mezi lety 1848 a 1873 vydal knihy o landsmål – venkovském jazyku. Landsmål byl od roku 1853 používán jako spisovný jazyk. V sedmdesátých letech sílí jazykové a národní hnutí a politická situace se dostává do norštině nakloněného období, a tak byl landsmål, po vítězství levicové strany Venstre Johana Sverdrupa v roce 1882, prohlášen roku 1885 za druhý úřední jazyk. Podobně jako v jiných zemích se hovoří o národním obrození, to bylo v Norsku spojeno s ponoršťováním dánštiny – pohádkáři Peter Christen Asbjørnsen (1812–1885), Jørgen Engebretsen Moe (1813–1882) a básník Aasmund Olavsson Vinje (1818–1870). Roku 1892 byl přijat zákon umožňující obcím volit si jeden z jazyků za úřední, který slouží výuce na škole – druhý jazyk je vyučován jako povinný předmět. Roku 1929 byly přijaty nové názvy těchto dvou jazykových forem, landsmål byl přejmenován na nynorsk a upravený riksmål na bokmål. Riksmål zůstává ve své podobě jako neoficiální, ale používaná forma. Neoficiální konzervativní forma nové norštiny se nazývá høgnorsk (vysoká norština).
Oba spisovné jazyky byly několikrát reformovány. V případě landsmålu/nové norštiny, jež původně vycházela ze západonorských nářečí, šlo o sblížení s nářečími východního Norska. Reformy riksmålu/bokmålu, který je více vzdálený hovorové norštině, měly tento jazyk přiblížit nové norštině. Byly zavedeny tzv. „radikální tvary“, vycházející z nářečních prvků, nebyly však všeobecně přijaty, velká část uživatelů dává i nadále přednost tvarům konzervativním. Poslední reforma se uskutečnila v roce 2005. Plně „rehabilitovala“ starší tvary bokmålu oproti tvarům radikálním. Například již není povinné používat tvary ženského rodu, u všech feminin jsou nyní přípustné i tvary mužského rodu.